# Кофан
Кофан — язык народа кофан, один из индейских языков. Распространён на северо-востоке Эквадора и юге Колумбии, между реками Гуамуэс (приток Путумайо) и Агуарико (приток реки Напо).
Число носителей: около 1700 человек, из них: 800 человек в Эквадоре и 900 человек в Колумбии. Около 60 % носителей грамотны на их родном языке, большинство владеет испанским. Распространены межэтнические браки с народами сиона и секойа, что также способствует билингвизму. Для письменности используется латинский алфавит. Изучается в начальных школах.
Точная классификация языка неизвестна, иногда кофан относят к чибчанской семье, однако, возможно это лишь следствие значимых заимствований в лексике.
Алфавит: A a, An an, B b, C c, Cc cc, Ch ch, Chh chh, D d, Dy dy, E e, En en, F f, G g, I i, In in, J j, M m, N n, Ñ ñ, O o, O o, On on, P p, Pp pp, Q q, Qq qq, R r, S s, Sh sh, T t, Tt tt, Ts ts, Tss tss, U u, Un un, V v, Y y, Z z, '.